# أندي مانغان
أندي مانغان (بالإنجليزية: Andy Mangan) هو لاعب كرة قدم بريطاني في مركز الهجوم، ولد في 30 أغسطس 1986 في ليفربول في المملكة المتحدة. شارك مع منتخب إنجلترا لكرة القدم C ‏. أما مع النوادي، فقد لعب مع شروزبري تاون وفليتوود تاون وفوريست غرين ونادي أكرينغتون ستانلي ونادي بلاكبول ونادي بوري ونادي ترانمير روفرز ونادي ريكسهام ونادي لوتون تاون ونادي هايد إف سي.

## وصلات خارجية
- أندي مانغان على موقع قاعدة بيانات كرة القدم.إي يو (الإنجليزية)
- أندي مانغان على موقع Soccerbase.com (لاعب) (الإنجليزية)
- أندي مانغان على موقع Soccerway.com (الإنجليزية)